# Битка при Ниневия
Битката при Ниневия е решителното сражение през Персийско-византийска война 602-628. Състои се през декември 627 година.
В нея император Ираклий разгромява персите, като по-късно е сключен договор от новия шах, с който на Византия се връщат земите, завладени от персите.